# Valère Somé
Valère Dieudonné Somé (17 de octubre de 1950 – 30 de mayo de 2017) fue un político y antropoeconomista de Burkina Faso. Somé fue el líder de la Unión de Luchas Comunistas - Reconstruida (ULC-R) durante la década de 1980. Como académico, fue director de investigación en el INSS-CNRST.

## Biografía
Al entrar en el proceso revolucionario de 1983 con el apoyo del movimiento estudiantil, Somé llegó a desempeñar un papel importante en la vida política del país durante el gobierno del Consejo Nacional de la Revolución dirigido por Thomas Sankara. Somé y otro dirigente de la ULC-R, Basile Guissou, fueron en gran medida los ideólogos del gobierno revolucionario.
En enero de 1985, la ULC-R ganó las elecciones en el Comité de Defensa de la Revolución de la Universidad de Uagadugú. Pero otra facción, la Unión de Comunistas Burkinabé (UCB), controlaba la administración de la universidad a través de Clément Oumarou Ouedraogo. El 29 de agosto de 1986 Somé fue nombrado Ministro de Educación Superior e Investigación. Como resultado de la rivalidad entre la ULC-R y la UCB, el CDR de la universidad se disolvió el 1 de septiembre de 1986. Somé fue objeto de críticas internas después de asumir el cargo de ministro.
El 9 de septiembre de 1987, se formó un nuevo gobierno sin Somé. Ese mismo mes, Sankara encargó a Somé la elaboración de un programa para unificar las diferentes organizaciones revolucionarias. Tras el derrocamiento y asesinato de Sankara en 1987, Somé se exilió a Congo-Brazzaville durante un tiempo.
En 1989 Somé fundó el Partido por la Democracia Social (PDS), junto con otros exmiembros de la ULC-R que se habían negado a integrarse con la Organización por la Democracia Popular - Movimiento del Trabajo. En enero de 1995, el PDS y otros partidos se fusionaron en el Partido de la Democracia Social Unificado (PDSU), con Somé como su líder.
Somé completó su tesis doctoral en 1996.
El 21 de mayo de 2000, el partido de Somé se integró en la Convención Panafricana Sankarista (CPS). Somé ocupó el cargo de secretario general de la CPS. Posteriormente, fundó un nuevo partido, Convergencia por la Democracia Social (CDS). En octubre de 2004 fue reemplazado por Djéjouma Sanon como líder del CDS.
Somé falleció en Francia el 30 de mayo de 2017 a los 66 años.